# 林生石竹
林生石竹（学名：Dianthus chinensis var. sylvaticus）为石竹科石竹属下的一个变种。

## 特征
林生石竹高15厘米，花为深粉色，花期为夏季。产于中国内蒙古、河北和山西。

## 扩展阅读
- 維基物種上的相關：林生石竹